# Björn Koch
Björn Koch (* 24. Januar 1993 in Innsbruck) ist ein ehemaliger österreichischer Skispringer.

## Werdegang
Koch gab am 19. Dezember 2008 bei einem Alpencup sein internationales Debüt und belegte den 66. Platz. Am 31. Januar 2009 gab er in Eisenerz sein Debüt im FIS Cup und belegte den 41. Platz. Im Oktober 2009 holte Koch in Einsiedeln als 17. seine ersten FIS-Cup-Punkte. Nach mehreren guten Alpencup-Platzierungen schaffte er am 10. Januar 2010 im Alpencup als zweiter erstmals den Sprung auf das Podest. Eine Woche später gab Koch nach mehreren FIS Cups und Alpencups in Titisee-Neustadt sein Continental-Cup-Debüt und wurde auf Anhieb zweiter. Auch in Zakopane und in Kranj ging er im Continental Cup an den Start und holte bei drei der vier Springen Punkte. Nachdem Koch in Zaō bei zwei FIS Cups und zwei FIS-Rennen angetreten war, startete er bis Januar 2011 nur im Alpencup. Dann ging er bei den Continental Cups in Bischofshofen und Zakopane an den Start und holte bei drei der vier Springen Punkte, allerdings insgesamt nur sechs. Bei den FIS Cups in Kranj wurde Koch zweimal zweiter, bei den FIS Cups in Ramsau belegte er die Plätze zwei und eins. Dadurch belegte er am Ende Platz vier in der FIS-Cup-Gesamtwertung. Auch im Alpencup ging der Tiroler weiter an den Start. Im Januar 2015 nahm er an der Winter-Universiade teil. Seinen letzten internationalen Wettkampf bestritt Koch am 22. Februar desselben Jahres beim FIS Cup in Hinterzarten.

## Statistik

### Continental-Cup-Platzierungen
| Saison  | Platz | Punkte |
| ------- | ----- | ------ |
| 2009/10 | 047.  | 124    |
| 2010/11 | 124.  | 006    |
| 2012/13 | 148.  | 015    |